# Bill Kazmaier

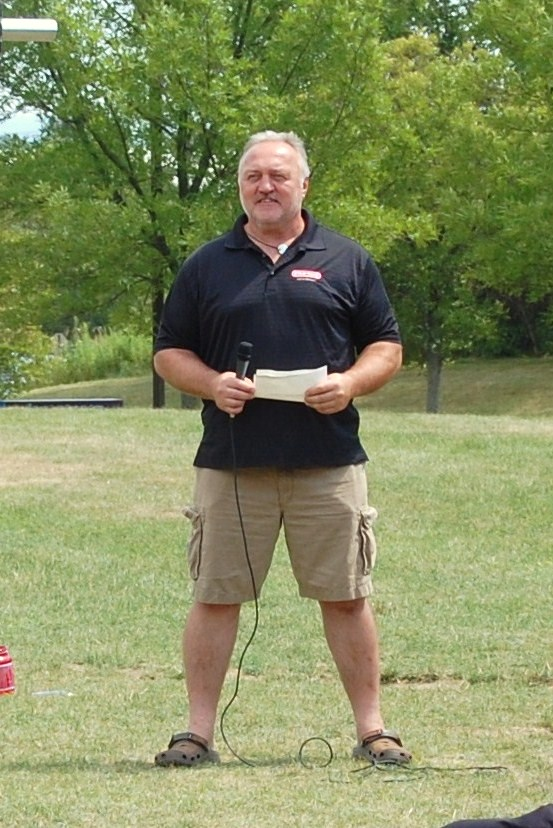
Bill Kazmaier (2010)

William "Bill" Kazmaier (30 de dezembro de 1953, em Burlington, Wisconsin) é um ex-levantador de peso básico, atleta de força (strongman) e lutador de wrestling profissional dos Estados Unidos.
Participou seis vezes da competição World's Strongest Man (em português:  o homem mais forte do mundo), sendo o primeiro homem a conquistar o concurso três vezes seguidas (1980, 1981 e 1982).
Era levantador de peso básico, sendo campeão mundial em 1979 e 1983 (sob as regras da International Powerlifting Federation—IPF). Ele foi o primeiro homem a levantar mais de 300 kg no supino em banco em competição.
Também foi lutador de luta profissional. Ele têm 1,91 m de altura e pesava mais de 150 kg.